# Главные учёные секретари Российской академии наук за всю историю существования
Главный учёный секретарь — должностное лицо Российской академии наук, избирается её Президиумом из числа членов РАН и включается в состав Президиума РАН.

## Непременные секретари Академии наук
Должность непременного секретаря была упразднена в 1937 году.
- с 1 ноября 1725 по 1 января 1728 — Гольдбах, Христиан
- с 1 января 1728 по 1 июня 1730 — Миллер (Мюллер), Фёдор Иванович (Герард Фридрих)
- с 11 ноября 1734 по 1 июля 1742 — Гольдбах, Христиан
- с 20 июля 1742 по 2 июля 1746 — Винсгейм, Христиан Никола фон
- с 2 июля 1746 по 1 марта 1749 — Штрубе, де Пирмон Фридрих Генрих
- с 1 марта 1749 по 4 марта 1751 — Винсгейм, Христиан Никола фон
- с 15 марта 1751 по 7 марта 1754 — Гришов, Августин Нафанаил
- с 7 марта 1754 по 21 февраля 1765 — Миллер (Мюллер), Фёдор Иванович (Герард Фридрих)
- с 7 марта 1765 по 22 февраля 1769 — Штелин, Яков (Якоб) Яковлевич
- с 22 февраля 1769 по 6 сентября 1800 — Эйлер, Иоганн Альбрехт
- с 7 сентября 1800 по 16 сентября 1800 — Фусс, Николай Иванович
- с 17 сентября 1800 по 23 декабря 1825 — Фусс, Николай Иванович
- с 23 декабря 1825 по 10 января 1826 — Фусс, Павел Николаевич (Пауль Генрих)
- с 11 января 1826 по 10 января 1855 — Фусс, Павел Николаевич (Пауль Генрих)
- с 7 апреля 1855 по 4 октября 1857 — Миддендорф, Александр Фёдорович (Александр Теодор)
- с 3 мая 1857 по 30 октября 1857 — Веселовский, Константин Степанович
- с 1 ноября 1857 по 13 марта 1890 — Веселовский, Константин Степанович
- с 24 марта 1890 по 14 августа 1893 — Штраух, Александр Александрович
- с 4 сентября 1893 по 12 июня 1904 — Дубровин, Николай Фёдорович
- с 4 октября 1904 по 30 октября 1929 — Ольденбург, Сергей Фёдорович
- с 30 октября 1929 по 1 марта 1930 — Комаров, Владимир Леонтьевич
- с 3 марта 1930 по 20 ноября 1935 — Волгин, Вячеслав Петрович
- с 20 ноября 1935 по 29 июня 1937 — Горбунов, Николай Петрович

## Главные учёные секретари Академии наук
- с 10 мая 1942 по 17 марта 1949 — Бруевич, Николай Григорьевич
- с 11 марта 1949 по 6 ноября 1959 — Топчиев, Александр Васильевич
- с 17 июня 1960 по 18 октября 1962 — Фёдоров, Евгений Константинович
- с 18 октября 1962 по 4 июля 1963 — Агошков, Михаил Иванович
- с 4 июля 1963 по 12 марта 1966 — Сисакян, Норайр Мартиросович
- с 14 марта по 5 августа 1966 — Афанасьев, Георгий Дмитриевич (и. о.)
- с 5 августа 1966 по 28 мая 1971 — Пейве, Ян Вольдемарович
- с 28 мая 1971 по 5 апреля 1988 — Скрябин, Георгий Константинович
- с 5 апреля 1988 по 1 ноября 1996 — Макаров, Игорь Михайлович
- с 1 ноября 1996 по 20 ноября 2001 — Платэ, Николай Альфредович
- с 20 ноября 2001 по 11 июня 2013 — Костюк, Валерий Викторович
- с 11 июня 2013 по 13 января 2015 — Соколов, Игорь Анатольевич
- с 13 января 2015 по 28 сентября 2017 — Пальцев, Михаил Александрович
- с 28 сентября 2017 по 23 ноября 2021 — Долгушкин, Николай Кузьмич
- с 24 ноября по 29 декабря 2021 — Макоско, Александр Аркадьевич (и. о.)
- с 30 декабря 2021 по 22 сентября 2022 — Бисикало, Дмитрий Валерьевич (и. о.)
- с 22 сентября 2022 — Дубина, Михаил Владимирович